# Pterolophia lundbladi
Pterolophia lundbladi là một loài bọ cánh cứng trong họ Cerambycidae.